# Beboelsestårn
Et beboelsestårn er en bestemt art stenbygning der er opført med beboelse for øje; mange af disse har tillige tjent som forsvarsværker.

## Historie
Beboelsestårne begyndte at dukke op i Middelalderen specielt i bjergrige eller svært fremkommelige egne, da de således kunne kontrollere og forsvare strategiske punkter med en begrænset styrke. De kunne samtidig tjene som en adelsmands residens, hvorfor en slotsby ofte blev bygget omkring tårnet.
Efter deres oprindelse i Irland, Skotland, Baskerlandet og England i senmiddelalderen blev der også bygget beboelsestårne i andre dele af Vesteuropa, især i dele af Frankrig og Italien.
- Beboelsestårnet Schweinberg i Attinghausen i Schweiz.
- Varonafamiliens beboelsestårn i Baskerlandet, af hvilket dele stammer tilbage fra 1200-tallet. Det var beboet frem til 1920'erne.
- Det typiske skotske 'slot' er et befæstet beboelsestårn, ofte udvidet med tilbygninger.
- Beboelsestårne i San Gimignano i Italien.